# Atalaya (Extremadura)
Atalaya egy község Spanyolországban, Badajoz tartományban. Atalaya Alconera, Medina de las Torres, Valverde de Burguillos és Burguillos del Cerro községekkel határos. Lakosainak száma 258 fő (2024).

## Népesség
A település lakosságának változását az alábbi diagram mutatja:
| Lakosok száma | 366  | 344  | 340  | 338  | 321  | 308  | 298  | 301  | 288  | 258  |
|               | 2001 | 2004 | 2006 | 2009 | 2011 | 2014 | 2016 | 2019 | 2021 | 2024 |